# ألكساندر كانون
كان جيمس ألكساندر كانون (مواليد 4 أغسطس 1896 وتوفي في 18 مارس 1963) طبيبًا نفسيًا بريطانيًا ومختصًّا في التخدير ومنوّمًا ومؤلّفًا. اشتُهر في ثلاثينات القرن العشرين بكتاباته ومزاعمه الغامضة، واكتسب الشهرة مؤخرًا بسبب نفوذه المزعوم على الملك إدوارد الثامن قبل فترة وجيزة من تنازله عن الحكم.

## النشأة والمهنية
وُلد جيمس في مدينة ليدز في إنجلترا، وتلقّى تعليمه في جامعات كل من ليدز ولندن وفيينا وهونغ كونغ، والعديد من الجامعات الأخرى، ليحصل في النهاية على درجة الماجستير والدكتوراه. في وقت لاحق، تدرّب في مختلف التخصصات الروحية الشرقية، واكتسب أو حصل على ألقاب مثل «كوشوغ يوغي شمال التبت» و«سيّد الهُوّة البيضاء العظيمة الخامسة في جبال الهيمالايا».
في هونغ كونغ في أواخر عشرينيات القرن العشرين وأوائل الثلاثينيات، أصبح نائبًا لرئيس جمعية هونغ كونغ الطبية، ومسؤولًا طبيًا مسؤولًا عن السجون، ورئيسًا لقسم التشريح المرضي في جامعة هونغ كونغ، وعالمًا في الطب النفسي وقاضيًا طبيًا في محكمة العدل العليا.
شغل منصب القنصل البريطاني ومسؤول الميناء الطبي في كانتون (غوانزو). درس التنجيم واليوغا وسافر إلى الهند والصين والتبت. في كتابه «التأثير الخفي» (1933)، زعم أنه خلال رحلاته سبح في الهواء فوق هُوّة في التبت، جنبًا إلى جنب مع الحمالين وأمتعتهم. وجرت صياغة الكتاب في سياق محادثة بين كانون وسلسلة من الصوفيين ومُمارسي اليوغا وغيرهم من الحكماء، ويتضمّن قصصًا تدور حول الكرة السحرية والتحليق في الهواء والتنويم المغناطيسي واللمس عن بعد، والظواهر الأخرى المفترضة. وصل عدد طبعات الكتاب إلى 26 طبعة على الأقل بحلول عام 1948.
بعد عودته إلى إنجلترا، حصل على درجة الدكتوراه في الطب النفسي من الكلية الملكية للطب في عام 1931. عمل كانون طبيبًا نفسيًا وعالم أبحاث في مستشفى كولني هاتش للأمراض العقلية. بعد علم مجلس مقاطعة لندن بكتابه، أقدموا على فصله على أساس أنه غير مؤهّل لشغل منصبه على نحوٍ مسؤول في مستشفى الأمراض العقلية، لكنه أعيد إلى منصبه بعد أن رفع دعوى على الفصل التعسّفي له. ثم قدّم نفسه طبيبًا استشاريًا في عيادته الخاصة في هارلي ستريت في لندن، حيث استخدم العلاج بالتنويم المغناطيسي والوسيط الروحي في التشخيص. أصبح معروفًا عن وصفه للعلاجات الغريبة مثل المعالجة الكهربائية وتقنيات التنويم المغناطيسي في التبت كعلاجات للضغط النفسي وإدمان الكحول ومشاكل الجنس والثقة.

## التأثير على الملك إدوارد الثامن
وفقًا لبحث أجري مؤخّرًا، خلال هذه الفترة استشار الملك إدوارد الثامن كانون، وتلقّى علاجًا بالتنويم المغناطيسي منه بعد معاناته من مشكلة في شرب الخمر. وقد استرعى هذا انتباه الدكتور كوزمو لانغ، رئيس أساقفة كانتربيري. قبل يومين من تنازل الملك إدوارد الثامن في ديسمبر عام 1936، كتب لانغ إلى طبيب آخر من هارلي ستريت، وليام براون: «لقد أطلعني شخص موثوق أن طبيبًا ما... كان يعتني بالملك مؤخرًا... أرجو أن تخبرني ما إذا كنت تعتقد أن هذا الطبيب الذي يدعى كانون هو شخص جدير بالثقة فعلًا؟ يبدو لي من الإفادات التي حصلت عليها أنه يشجع طرق علاج خطيرة إلى حدٍّ ما». تشير الرسائل المؤرشفة إلى أنه كان من المعتقد أن كانون -المعروف آنذاك باسم «يوركشاير يوغي»- كان له تأثير سلبي على الملك. صرّح بيرس كومبتون، المحرّر الأدبي السابق لصحيفة «الكون الكاثوليكية»، بأنه قيل له إن الملك إدوارد كان في قبضة «زعيم السحر الأسود في إنجلترا»، الذي كان قد استُدعي لعلاجه بسبب السكر. ومع ذلك، اعتبر كاتب سيرة الملك إدوارد الثامن، فيليب زيغلر، أنه من المحتمل أن يكون الغرض وراء استدعائه هو علاج مشكلة جنسية.

## حياته اللاحقة
بحلول أواخر ثلاثينيات القرن العشرين، أصبحت عيادة كانون في لندن -حيث قدّم نفسه بالخداع على أنه «فخامة السير الدكتور ألكسندر كانون»- مدرّة للمال. واصل العمل والنشر. في عام 1938، في كتابه «النوم عبر الفضاء»، أعطى إرشادات لإعادة الموتى إلى الحياة: «[يوجّه] ركلة قوية بالركبة بين لوحي الكتف» في نفس الوقت يجب الصراخ في [الأذن] اليسرى «أوي»، «أوي»، «أوي». وأضاف: «نادرًا ما يكون تكرار العملية قبل استئناف الحياة مرة أخرى ضروريًا، لكن يمكن تكرار ذلك حتى سبع مرات في الحالات المستعصية».
في عام 1939، غادر كانون لندن وأنشأ عيادة جزيرة مان للأمراض العصبية. في جزيرة مان، كان صديقًا للكابتن جورج دروموند، الذي كان متعاطفًا مع النازية، وكان قد استقبل أمير ويلز واحتجزه في قصره في الجزيرة أثناء الحرب. كان يشتبه في كون كانون نفسه متعاطفًا مع النازية وجاسوسًا ألمانيًا، وسجّل (المكتب الخامس) MI5 محادثاته الهاتفية مع دراموند، وأُجبر على الخروج من منزله. ومع ذلك، خلُص MI5 إلى أنه كان «مشعوذًا يعاني من الكذب القهري» بدلًا من كونه جاسوسًا.
في أكتوبر 1938، تنبّأ كذبًا أن عام 1939 سيشهد «التقهقر السريع لهتلر» وموسوليني. بحلول عام 1941، طُرد من قصر دوغلاس، ووقع في ورطة مرة أخرى مع السلطات الطبية. وأوقف بعد توجيه تُهم تأديبية له في يوليو 1941 إثر إرساله شهادات إلى مدير سجن بالبريد تشهد على مرضه الخطير وأن الرجل يحتاج إلى راحة فورية، على الرغم من أن كانون لم يره منذ مارس 1940. وزعم الوكيل القضائي أن كانون أقدم على تشخيص الرجل «عبر شخص ثالث». ورفض المجلس الطبي العام إلغاء ترخيصه، وخلُص إلى أنه على الرغم من أن التُهم قد أثبتت، فإن أفعال كانون لم تُتخذ بقصد ممارسة الاحتيال، ولكن بسبب اعتقاده الخاطئ بقدراته.
عندما انتهت الحرب، بدأ كانون إنتاج عروض سحرية حيّة باستخدام اثنين من المساعدين، جويس وروندا ديروندا (اسمهما الحقيقي جويس وإيليانور روبسون)، الذين ساعدوه في العروض. تضمّن أحد العروض وضع روندا في غيبوبة منوّمة بغرض تشخيص المشكلات الجسدية والنفسية، أثناء تحديقها بالمريض. كشف ديفيد نوريس بعضًا من تقنياته السحرية على ما يبدو في عام 1952.
كان كانون عضوًا في أخوية السحرة الدولية ودائرة السحر، وكان رئيسًا لسحرة مان. أنشأ «الصالة المسحورة»، وهي مسرح صغير في منزله، «لوريستون مانشن هاوس» في دوغلاس. جرت إعارة عدد من أشرطة التسجيل التي أعدّها كانون إلى متحف مانكس والصندوق الوطني.
ادّعى أنه اخترع جهاز كشف الكذب (بولي غراف) والضوء الأسود. تُوفي في مارس 1963، في جزيرة مان.